# Katharine Worsley
Katharine Lucy Mary Worsley (ur. 22 lutego 1933 roku) – członkini brytyjskiej rodziny królewskiej jako żona Edwarda, księcia Kentu, wnuka Jerzego V i kuzyna Elżbiety II. Po ślubie znana jako Katarzyna, księżna Kentu (ang. Katharine, Duchess of Kent). Księżna Kentu wzbudziła publiczne zainteresowanie swoją konwersją na ryt rzymskokatolicki w 1994 roku; była pierwszym członkiem rodziny królewskiej, który przeszedł na katolicyzm publicznie od czasu uchwalenia Act of Settlement w 1701 roku.

## Wczesne lata
Katarzyna Worsley urodziła się jako najmłodsze dziecko i jedyna córka Sir Williama Worsleya. Dzieciństwo spędziła w rodzinnej posiadłości Hovingham Hall obok Yorku.
Przyszła księżna uczęszczała do Queen Margaret's School obok Yorku, a następnie do Runton Hill School w hrabstwie Norfolk. Edukację zakończyła, uzyskując dyplom Uniwersytetu Oksfordzkiego.
Od najmłodszych lat Katarzyna zdradzała zainteresowanie muzyką. Grała m.in. na fortepianie i skrzypcach. Próbowała również dostać się do Królewskiej Akademii Muzyki, jednak jej starania zakończyły się niepowodzeniem.

## Małżeństwo i potomstwo
8 czerwca 1961 roku w York Minster, poślubiła księcia Edwarda, syna Jerzego, księcia Kentu i Mariny Greckiej.
Para ma troje dzieci:
- Jerzego, hrabiego St Andrews (ur. 1962),
- Lady Helenę Taylor (ur. 1964),
- Lorda Mikołaja Windsora (ur. 1970).

W 1977 roku, Księżna Kentu urodziła martwe dziecko.

## Konwersja
W 1994 roku, księżna oficjalnie przeszła na katolicyzm, otrzymawszy uprzednio zezwolenie od Królowej. W ten sposób stała się pierwszym członkiem brytyjskiej rodziny królewskiej od XVIII wieku, który zmienił wyznanie. Nie zmieniło to jednak sytuacji sukcesyjnej księcia Kentu, ponieważ Akt Sukcesji z 1701 roku nie obejmuje dziedziców tronu, których małżonkowie przeszli na katolicyzm, a jedynie tych, którzy poślubili osoby wyznania katolickiego bądź sami zmienili wiarę na rzymskokatolicką.

## Tytuły
- 22 lutego 1933 – 8 czerwca 1961: Panna Katarzyna Worsley (Miss Katharine Worsley)
- 8 czerwca 1961 – obecnie: Jej Królewska Wysokość Księżna Kentu (Her Royal Highness The Duchess of Kent)
  - Pełna tytulatura: Jej Królewska Wysokość Księżniczka Edwardowa Jerzowa Mikołajowa Patrykowa, Księżna Kentu, hrabina St. Andrews, Baronowa Downpatrick (Her Royal Highness Princess Edward George Nicholas Patrick, Duchess of Kent, Countess of St. Andrews, Baroness Downpatrick)